# ای. جی. وود
ای. جی. وود (انگلیسی: A. J. Wood؛ زادهٔ ۱۷ اوت ۱۹۷۳) بازیکن فوتبال اهل ایالات متحده آمریکا است.
از باشگاه‌هایی که در آن بازی کرده‌است می‌توان به باشگاه فوتبال نیویورک رد بولز، باشگاه فوتبال دی‌سی یونایتد، و کلمبوس کرو اشاره کرد.
وی همچنین در تیم‌های ملی فوتبال United States U-16 men's national soccer team و United States men's national under-23 soccer team بازی کرده‌است.